# Находище на балканско часовниче
„Находището на балканско часовниче“ е защитена местност в землището на село Логодаж, община Благоевград, България. Защитената местност е обявена със заповед на Комитета за опазване на природната среда на 8 юни 2012 година.

## Биологично разнообразие
Защитената местност е създадена с цел опазването на растителния вид балканско часовниче (Erodium absinthoides) и неговото местообитание на площ от 32,67 хектара.